# Ryder Cup 1999
Navigation
1997 2002
La Ryder Cup 1999, trente-troisième édition de la Ryder Cup, également connue sous le nom de « Bataille de Brookline », a lieu du 24 septembre au 26 septembre 1999, sur le terrain de golf du The Country Club à Brookline dans l'État du Massachusetts, États-Unis.
L'équipe des États-Unis remporte la compétition sur le score de 14½ à 13½. Très en retard après les doubles où elle a été dominée 10 à 6 par l'équipe d'Europe, elle réussit un extraordinaire retour lors des simples, remportant ceux-ci 8½ à 3½.
Pendant la compétition, le comportement des joueurs de l’équipe américaine, ainsi que des spectateurs américains, fut critiqué par les médias américains et européens. Les spectateurs américains ont chahuté et insulté les joueurs européens durant toute la compétition. Des allégations ont été formulées à propos de la tricherie de la part des commissaires de course, loin de la neutralité que l'on est en droit d'attendre de leurs parts. À noter que l’équipe américaine a même envahi le green du 17e trou après que Justin Leonard ait réussi un put long d'un peu plus de 13 mètres, mais avant que José Maria Olazábal n’ait put tenté le sien qui était pourtant un put court d'un peu plus de 6 mètres, qu'il rata. Aux États-Unis et en Europe, cet incident fut considéré par beaucoup comme "d'un esprit sportif épouvantable",,,,. Dans son émission de radio Letter from America (en) intitulée « L’arrivée des hooligans du golf », le journaliste britannico-américain Alistair Cooke décrivit le dernier jour du tournoi de 1999 comme « une date qui restera dans l’infamie ».
À l’époque, cette victoire américaine fut celle avec le plus grand écart (8½ à 3½) sur la dernière journée de la compétition. L’Europe réalisera le même exploit durant la Ryder Cup de 2012. De nos jours, elle est encore largement considérée comme l’une des victoires les plus impressionnantes de l’histoire récente du sport.
Cette Ryder Cup, fut l'une des dernières apparitions du joueur américain Payne Stewart, qui décéda quelques semaines plus tard, dans un accident d’avion le 25 octobre 1999 dans le Dakota du Sud.

## Organisation

### Parcours
Le parcours du The Country Club (en) situé dans la ville de Brookline, une banlieue au sud-ouest de la ville de Boston, dans l'État du Massachusetts, aux États-Unis, est un par de 71 coups (35 à l'aller, 36 au retour) et d'une longueur de 7 053 yards (6 449 mètres). Il est l'un des plus anciens des États-Unis et fait partie des cinq clubs fondateurs de la United States Golf Association. Il a accueilli de nombreux tournois de l'USGA, dont l'US Open de 1913, qui fut remporté par le joueur Francis Ouimet, alors inconnu à cette époque.
The Country Club est l’un des plus grands du genre, localisé dans le nord-est des États-Unis, avec environ 1 300 membres.
| Aller | Aller | Aller                     | Retour | Retour | Retour                    |
| N°    | Par   | Distance (yards / mètres) | N°     | Par    | Distance (yards / mètres) |
| ----- | ----- | ------------------------- | ------ | ------ | ------------------------- |
| 1     | 4     | 450 / 411                 | 10     | 4      | 447 / 409                 |
| 2     | 3     | 190 / 174                 | 11     | 4      | 450 / 412                 |
| 3     | 4     | 451 / 412                 | 12     | 4      | 486 / 444                 |
| 4     | 4     | 355 / 325                 | 13     | 4      | 436 / 399                 |
| 5     | 4     | 432 / 395                 | 14     | 5      | 534 / 488                 |
| 6     | 4     | 310 / 283                 | 15     | 4      | 432 / 395                 |
| 7     | 3     | 197 / 180                 | 16     | 3      | 186 / 170                 |
| 8     | 4     | 378 / 346                 | 17     | 4      | 370 / 338                 |
| 9     | 5     | 513 / 469                 | 18     | 4      | 436 / 399                 |
| Aller | 35    | 3 276 / 2 995             | Retour | 36     | 3 777 / 3 454             |

## Retransmission
Les cinq sessions de la compétition, ont été retransmises en direct aux États-Unis.
USA Network et NBCSports couvrirent la diffusion en direct depuis la tour du 18e trou. Le vendredi pour USA Network et le week-end pour NBC Sports. Lors du week-end de la compétition, Bernard Gallacher, l'ancien capitaine européen de la Ryder Cup, fut engagé en tant qu'analyste invité pour fournir une perspective européenne.
La BBC et Sky Sports, étaient toutes deux présentes pour diffuser la compétition au Royaume-Uni.

## Équipes
| États-Unis      | États-Unis                          | Europe               | Europe                              |
| Capitaines      | Capitaines                          | Capitaines           | Capitaines                          |
| --------------- | ----------------------------------- | -------------------- | ----------------------------------- |
| Ben Crenshaw    | Ben Crenshaw                        | Mark James           | Mark James                          |
| Joueur          | Note                                | Joueur               | Note                                |
| David Duval     | Choix du capitaine débutant         | Darren Clarke        | 2e participation                    |
| Jim Furyk       | 2e participation                    | Andrew Coltart (en)  | Choix du capitaine débutant         |
| Tom Lehman      | Choix du capitaine 3e participation | Sergio García        | débutant                            |
| Justin Leonard  | 2e participation                    | Padraig Harrington   | débutant                            |
| Davis Love III  | 4e participation                    | Miguel Angel Jiménez | débutant                            |
| Jeff Maggert    | 3e participation                    | Paul Lawrie          | débutant                            |
| Phil Mickelson  | 3e participation                    | Colin Montgomerie    | 5e participation                    |
| Mark O'Meara    | 5e participation                    | José Maria Olazábal  | 6e participation                    |
| Steve Pate (en) | Choix du capitaine 2e participation | Jesper Parnevik      | Choix du capitaine 2e participation |
| Payne Stewart   | 5e participation                    | Jarmo Sandelin (en)  | débutant                            |
| Hal Sutton      | 3e participation                    | Jean Van de Velde    | débutant,                           |
| Tiger Woods     | 2e participation                    | Lee Westwood         | 2e participation                    |

## Compétition
La Ryder Cup est une compétition de match-play par équipes. Chaque match rapportant 1 point. Le format de cette édition, est la suivante :
- Première journée (vendredi) : 4 matchs en fourballs et 4 matchs en foursomes
- Deuxième journée (samedi) : 4 matchs en fourballs et 4 matchs en foursomes
- Troisième journée (dimanche) : 12 matchs individuels

Format des matches :
- Fourballs : Dans ce format, par équipe de deux joueurs, tous les golfeurs jouent leurs balles et le golfeur qui réalise le meilleur score du trou donne un point à son équipe. Si le meilleur joueur européen et le meilleur joueur américain sont à égalité, les deux équipes partagent le trou[14].
- Foursomes : Dans ce format, par équipe de deux joueurs, les deux golfeurs d'une équipe jouent la même balle à tour de rôle. L’un des joueurs commence les départs pairs et l’autre les impairs. Si l'équipe européenne et l'équipe américaine sont à égalité, les deux équipes partagent le trou[15].

Les scores :
- 1 up signifie que l'équipe possède un point d'avance. Une équipe remporte un match sur ce score si elle mène d'un point après le dernier trou.
- 3 et 2 indique que l'équipe en tête mène de trois coups d'avance avec seulement deux trous encore à disputer. Elle remporte la rencontre car elle ne peut plus être rattrapée. Les deux derniers trous ne sont pas joués.
- Égalité indique ques les deux équipes terminent sur un score identique. Le point est partagé et chaque équipes remportent ½ point.

Avec un total de 28 points, 14½ points sont nécessaires pour remporter la Coupe, tandis que 14 points suffisent pour que le champion en titre conserve la Coupe.

### Première journée
Vendredi 23 septembre 1999 - Matin
| États-Unis                   | Résultats           | Europe                                  |
| ---------------------------- | ------------------- | --------------------------------------- |
| David Duval Phil Mickelson   | Europe : 3 et 2     | Paul Lawrie Colin Montgomerie           |
| Tom Lehman Tiger Woods       | Europe : 2 et 1     | Sergio García Jesper Parnevik           |
| Davis Love III Payne Stewart | Égalité             | Padraig Harrington Miguel Angel Jiménez |
| Jeff Maggert Hal Sutton      | États-Unis : 3 et 2 | Darren Clarke Lee Westwood              |
| 1½                           | Session             | 2½                                      |
| 1½                           | Au général          | 2½                                      |

Vendredi 23 septembre 1999 - Après-midi
| États-Unis                    | Résultats       | Europe                                   |
| ----------------------------- | --------------- | ---------------------------------------- |
| Jim Furyk Phil Mickelson      | Europe : 1 up   | Sergio García Jesper Parnevik            |
| Justin Leonard Davis Love III | Égalité         | Paul Lawrie Colin Montgomerie            |
| Jeff Maggert Hal Sutton       | Europe : 2 et 1 | Miguel Angel Jiménez José Maria Olazábal |
| David Duval Tiger Woods       | Europe : 1 up   | Darren Clarke Lee Westwood               |
| ½                             | Session         | 3½                                       |
| 2                             | Au général      | 6                                        |

### Deuxième journée
Samedi 24 septembre 1999 - Matin
| États-Unis                   | Résultats         | Europe                                  |
| ---------------------------- | ----------------- | --------------------------------------- |
| Jeff Maggert Hal Sutton      | États-Unis : 1 up | Paul Lawrie Colin Montgomerie           |
| Jim Furyk Mark O'Meara       | Europe : 3 et 2   | Darren Clarke Lee Westwood              |
| Steve Pate (en) Tiger Woods  | États-Unis : 1 up | Padraig Harrington Miguel Angel Jiménez |
| Justin Leonard Payne Stewart | Europe : 3 et 2   | Sergio García Jesper Parnevik           |
| 2                            | Session           | 2                                       |
| 4                            | Au général        | 8                                       |

Samedi 24 septembre 1999 - Après-midi
| États-Unis                  | Résultats           | Europe                                   |
| --------------------------- | ------------------- | ---------------------------------------- |
| Tom Lehman Phil Mickelson   | États-Unis : 2 et 1 | Darren Clarke Lee Westwood               |
| David Duval Davis Love III  | Égalité             | Sergio García Jesper Parnevik            |
| Justin Leonard Hal Sutton   | Égalité             | Miguel Angel Jiménez José Maria Olazábal |
| Steve Pate (en) Tiger Woods | Europe : 2 et 1     | Paul Lawrie Colin Montgomerie            |
| 2                           | Session             | 2                                        |
| 6                           | Au général          | 10                                       |

### Troisième journée
Dimanche 25 septembre 1999 - Après-midi
| États-Unis      | Résultats           | Europe               |
| --------------- | ------------------- | -------------------- |
| Tom Lehman      | États-Unis : 3 et 2 | Lee Westwood         |
| Hal Sutton      | États-Unis : 4 et 2 | Darren Clarke        |
| Phil Mickelson  | États-Unis : 4 et 3 | Jarmo Sandelin (en)  |
| Davis Love III  | États-Unis : 6 et 5 | Jean Van de Velde    |
| Tiger Woods     | États-Unis : 3 et 2 | Andrew Coltart (en)  |
| David Duval     | États-Unis : 5 et 4 | Jesper Parnevik      |
| Mark O'Meara    | Europe : 1 up       | Padraig Harrington   |
| Steve Pate (en) | États-Unis : 2 et 1 | Miguel Angel Jiménez |
| Justin Leonard  | Égalité             | José Maria Olazábal  |
| Payne Stewart   | Europe : 1 up       | Colin Montgomerie    |
| Jim Furyk       | États-Unis : 4 et 3 | Sergio García        |
| Jeff Maggert    | Europe : 4 et 3     | Paul Lawrie          |
| 8½              | Session             | 3½                   |
| 14½             | Au général          | 13½                  |

## Statistiques des joueurs
| États-Unis      | États-Unis         | États-Unis       | États-Unis    | États-Unis       | Europe               | Europe                | Europe           | Europe        | Europe           |
| Joueur          | Nombre d'éditions  | Avant 1999 V-D-N | En 1999 V-D-N | Après 1999 V-D-N | Joueur               | Nombre d'éditions     | Avant 1999 V-D-N | En 1999 V-D-N | Après 1999 V-D-N |
| --------------- | ------------------ | ---------------- | ------------- | ---------------- | -------------------- | --------------------- | ---------------- | ------------- | ---------------- |
| David Duval     | 1 1999             | Aucun            | 1-2-1         | 1-2-1            | Darren Clarke        | 2 1997-99             | 1-1-0            | 2-3-0         | 3-4-0            |
| Jim Furyk       | 2 1997-99          | 1-2-0            | 1-2-0         | 2-4-0            | Andrew Coltart (en)  | 1 1999                | Aucun            | 0-1-0         | 0-1-0            |
| Tom Lehman      | 3 1995-97-99       | 2-2-2            | 2-1-0         | 4-3-2            | Sergio García        | 1 1999                | Aucun            | 3-1-1         | 3-1-1            |
| Justin Leonard  | 2 1997-99          | 0-2-2            | 0-1-3         | 0-3-5            | Padraig Harrington   | 1 1999                | Aucun            | 1-1-1         | 1-1-1            |
| Davis Love III  | 4 1993-95-97-99    | 5-8-0            | 1-0-3         | 6-8-3            | Miguel Angel Jiménez | 1 1999                | Aucun            | 1-2-2         | 1-2-2            |
| Jeff Maggert    | 3 1995-97-99       | 4-3-0            | 2-2-0         | 6-5-0            | Paul Lawrie          | 1 1999                | Aucun            | 3-1-1         | 3-1-1            |
| Phil Mickelson  | 3 1995-97-99       | 4-1-2            | 2-2-0         | 6-3-2            | Colin Montgomerie    | 5 1991-93-95-97-99    | 9-6-3            | 3-1-1         | 12-7-4           |
| Mark O'Meara    | 5 1985-89-91-97-99 | 4-7-1            | 0-2-0         | 4-9-1            | José Maria Olazábal  | 6 1987-89-91-93-97 99 | 14-8-3           | 1-0-2         | 15-8-5           |
| Steve Pate (en) | 1 1999             | Aucun            | 2-1-0         | 2-1-0            | Jesper Parnevik      | 2 1997-99             | 1-1-2            | 3-1-1         | 4-2-3            |
| Payne Stewart   | 5 1987-89-91-93-95 | 8-7-2            | 0-2-1         | 8-9-3            | Jarmo Sandelin (en)  | 1 1999                | Aucun            | 0-1-0         | 0-1-0            |
| Hal Sutton      | 3 1985-87-99       | 3-3-4            | 3-1-1         | 6-4-5            | Jean Van de Velde    | 1 1999                | Aucun            | 0-1-0         | 0-1-0            |
| Tiger Woods     | 2 1997-99          | 1-3-1            | 2-3-0         | 3-6-1            | Lee Westwood         | 2 1997-99             | 2-3-0            | 2-3-0         | 4-6-0            |